# Воскресенский (Новосибирская область)
Воскресенский — упразднённый посёлок в Коченёвском районе Новосибирской области России. Располагался на территории современного Дупленского сельсовета. Исключен из учётных данных в 1968 г.

## География
Располагался у южной окраины болота Кораблики, в 7,5 км (по прямой) к западу от поселка Антипинский.

## История
Основан в 1908 году. В 1928 году посёлок Воскресенский состоял из 73 хозяйств. В нём располагалась школа 1-й ступени. В административном отношении являлся центром Воскресенского сельсовета Коченёвского района Новосибирского округа Сибирского края.

## Население
В 1926 году в поселке проживало 348 человек (171 мужчина и 177 женщин), основное население — русские.